# Йохан фон Вирнебург
Йохан фон Вирнебург (на немски: Johann von Virneburg, на нидерландски: Jan van Virneburg; † 23 юни 1371, Утрехт) е от 1362/1363 г. избран архиепископ на Кьолн, епископ на Мюнстер (1363 – 1364) и на Утрехт (1364 – 1371).

## Живот
Той е син на граф Рупрехт III фон Вирнебург († 1352) и съпругата му Агнес фон Рункел-Вестербург († 1339), сестра на Зигфрид II фон Вестербург.
Йохан фон Вирнебург е приор в „Св. Георг“ в Кьолн (1324 – 1328), в Ксантен (1324 – 1329) и в Трир през 1330 г. Той става катедрален дякон в Кьолн (1335 – 1337) и приор в „Св. Виктор“ в Майнц (1345 – 1354), приор в „Св. Гереон“ в Кьолн (1346), приор в „Св. Стефан“ в Майнц. В периода 1360 – 1363 е катедрален дякон в Кьолн (1360 – 1363), електор в Кьолн и дякон на „Св. Касиус“ в Бон през 1362.
През 1362/1363 г. е избран за архиепископ на Кьолн, но папа Урбан V определя за такъв Адолф III фон Марк и Йохан фон Вирнебург се връща обратно в Кьолн. През 1363 той е епископ на Мюнстер и през 1364 г. епископ на Утрехт.